# Kancho (karate)
Een Kancho is in de karatewereld een term die gebruikt wordt als (respectvolle) aanduiding voor het hoofd van een organisatie of stijl. De titel is afgeleid van de titel van de aanvoerders van sekten binnen het Japans Boeddhisme.